# Eröffnungstabelle
Eine Eröffnungstabelle bezeichnet eine Liste möglicher erster Züge und Gegenzüge während der Eröffnungsphase eines Spiels zusammen mit ihren Bewertungen. Die Bewertung dieser Züge erfolgt in der Regel durch Computerprogramme mittels einer statischen Stellungsbewertung nach dem Aufbau eines Stellungsbaums bis zu einer hohen Iterationstiefe.
Bei Nullsummenspielen mit perfekter Information kann ein Stellungsbaum mit Hilfe des Minimax-Algorithmus aufgebaut werden. Dieser ist in der Regel durch verschiedene Methoden um alle irrelevanten Zweige beschnitten. Eine einheitliche Stellungsbewertung kann bei solchen Spielen im einfachsten Fall durch das Zählen des Spielmaterials auf dem Brett gewährleistet werden. Die sinnvolle Benutzung einer Eröffnungstabelle setzt voraus, dass die benutzte statische Stellungsbewertung vernünftig ist. Alternativ können zu jeder Zugvariante verschiedene Bewertungsfunktionen eine Stellungsbewertung durchführen und diese in verschiedenen Feldern der Eröffnungstabelle speichern.
Eröffnungstabellen können digital oder in Papierform vorliegen.

## Relevanz in verschiedenen Spielen
Insbesondere im Schachspiel finden Eröffnungstabellen – meist als Eröffnungsbuch bezeichnet – starke Verwendung. Bei Spielen ohne perfekte Information, wie etwa beim Poker, erfolgt statt der statischen Stellungsbewertung eine Bewertung der Siegwahrscheinlichkeiten.

## Verschiedenes
Analog zu Eröffnungstabellen existieren Endspieltabellen.